# 贝尔蒙特圣山

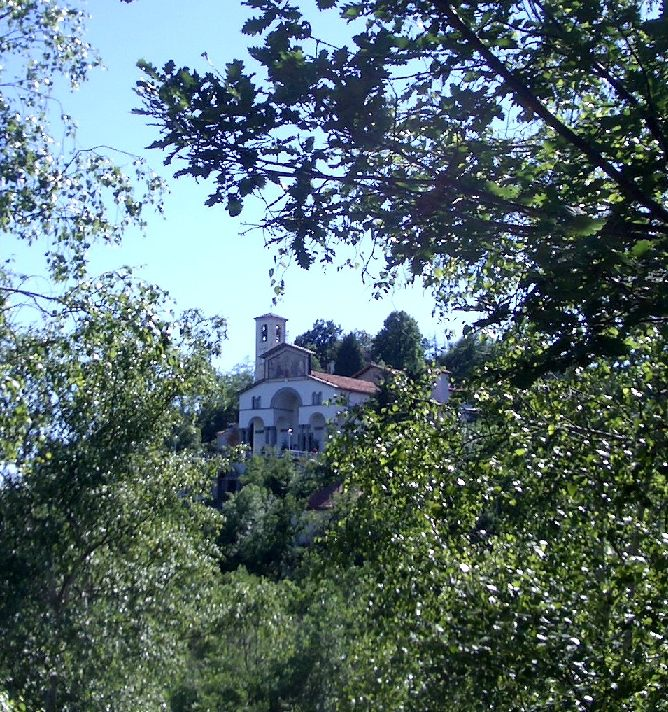

贝尔蒙特圣山（義大利語：Sacro Monte di Belmonte）是一个罗马天主教朝圣地，位于意大利北部皮埃蒙特大区都灵广域市瓦尔佩加。它是皮埃蒙特和倫巴第的聖山中的一座，被列为世界遗产。
朝圣地建于1712年，由方济各会修士米开朗基罗·达蒙蒂格里奥倡议。工程一度中断，1759年-1825年，小堂恢复施工。
建筑群供奉玫瑰经奥迹，包括一座朝圣所和一组小堂。这些小堂以固定的间隔建造，它们的细节、形状和装饰都是相同的，这表明它们是一个匿名的建筑师的作品。